# Діордієв Євген Якович
Діордієв Євген Якович (нар. 20 жовтня 1912 — 10 квітня 1985) — український актор. Народний артист СРСР (1970).

## Життєпис
Євген Діордієв народився 20 жовтня 1912 року в Одесі. Закінчив студію при Одеському драматичному театрі (1930), де грав у 1930—1935 рр.
Потім переїхав до Алма-Ати. Знімався у кіно. Помер 10 квітня 1985 р. в Алма-Аті.

## Фільмографія
- 1954 — Дочка степів — епізод
- 1957 — Наш любий лікар — Спиридон Степанович Фількін
- 1958 — Ми з Семиріччя — епізод
- 1960 — В одному районі — Крилов Олександр Михайлович
- 1967 — Сніг серед літа — Афанасій
- 1968 — Янгол в тюбетейці — німець

## Ролі у театрі
Яскрава зовнішність дозволила Євгену Діордієву зіграти на сцені персонажів різних національностей. 
- Багдасар — «Дядько Багдасар»”
- Лір — «Король Лір»
- Ерден — «Абай»
- Князь Пантіашвілі — «Тифліські весілля»[2].